# Daniel (piłkarz)
Daniel Corrêa Freitas, także Daniel (ur. 22 stycznia 1994 w Juiz de Fora, zm. 27 października 2018 w São José dos Pinhais) – brazylijski piłkarz grający na pozycji pomocnika.

## Życiorys

### Kariera piłkarska
W czasach juniorskich trenował w Cruzeiro EC i Botafogo FR. W latach 2014–2015 występował w seniorskim zespole Botafogo. W rozgrywkach Campeonato Brasileiro Série A zadebiutował 20 października 2013 w zremisowanym 2:2 meczu z CR Vasco da Gama. 1 stycznia 2015 został na zasadzie wolnego transferu piłkarzem São Paulo FC. Kontrakt z nowym klubem podpisał 27 grudnia 2014. W latach 2017–2018 był wypożyczany kolejno do Coritiby FC, AA Ponte Preta i EC São Bento.

### Śmierć
27 października 2018 Corrêa Freitas został znaleziony martwy w São José dos Pinhais. Przed śmiercią był torturowany. Na szyi miał dwa głębokie cięcia, które niemal doprowadziły do dekapitacji. Został również pozbawiony genitaliów. Do zabójstwa przyznał się 38-letni biznesmen Edison Brittes Júnior. Według jego wersji zdarzeń, Corrêa Freitas miał usiłować zgwałcić jego żonę w ich domu w Kurytybie w trakcie imprezy towarzyszącej osiemnastym urodzinom jego córki Allany. Utrzymywał on, że powstrzymał piłkarza oraz pojmał go i wywiózł z zamiarem porzucenia. Twierdził, że w trakcie jazdy zobaczył bulwersujące zdjęcia, które wyprowadziły go z równowagi. Następstwem tego miało być zabicie piłkarza w afekcie z pobudek honorowych.
Prokuratorzy prowadzący śledztwo stanęli na stanowisku, że wersja przedstawiana przez podejrzanego zawiera istotne sprzeczności. Oprócz domniemanego zabójcy aresztowano również jego żonę i córkę, które zdaniem śledczych miały przez zaniechanie związek ze zbrodnią. Córka Brittesa zaprzeczała, wbrew zgromadzonym dowodom, znajomości z piłkarzem. Stała również na stanowisku, że nie został on zaproszony na uroczystość. Według hipotezy przedstawianej przez prokuraturę, Corrêa Freitas co prawda przebywał sam na sam z żoną Brittesa, lecz nie doszło do usiłowania gwałtu. Zdaniem prokuratorów piłkarz wyłącznie wykonał zdjęcie sugerujące zbliżenie erotyczne celem przechwalania się przed znajomymi. Zgodnie z doniesieniami medialnymi, sprawca zabójstwa miał się kontaktować z matką ofiary, oferując swoją pomoc. W wywiadzie telewizyjnym dla programu Brazil Urgente przedstawił także swoją wersję wydarzeń, usprawiedliwiając swój czyn ochroną nie tylko swojej żony, ale także „wszystkich brazylijskich kobiet”.